# Frédérick Tristan
Frédérick Tristan   (Sedan, 11 de juny de 1931 - Dreux, 2 de març de 2022) va ser un grafista, escriptor i poeta francès, Premi Goncourt de l'any 1983.

## Biografia
Frédérick Tristan (el seu nom real es Jean-Paul Frédérick Tristan Baron) va néixer l'11 de juny de 1931 a Sedan (Ardenes - França). Fill de Jean Baron un industrial del sector de la maquinària tèxtil,va treballar durant molts anys com a enginyer textil (1964-1986) activitat que el va fer viatjar molt, especialment per països asiàtics com la Xina, Laos i el Vietnam. Aquesta experiència la va traslladar a moltes de les seves obres literàries.
Als 17 anys Jean-Paul Baron va iniciar la seva activitat com a poeta amb el nom de Frédérick Tristan. Els seus inicis el van conduir cap el surrealisme i va establir relació amb Gaston Criel, François Augiéras i Malcolm de Chazal. A finals dels anys 50, davant la disjuntiva de seguir amb la seva carrera literària, André Breton li va dir "si has de fer una obra, de totes maneres la faràs".
De 1983 a 2001 va fer de professor d'iconologia paleocristiana i del Renaixement a l'ICART de París.
L'any 2010 va publicar una autobiografia amb títol Réfugié de nulle part, on descriu, en particular, la seva infantesa colpida per la guerra, l'adolescència agitada i els seus encontres literaris que li han permès desenvolupar la seva obra, com André Breton, Mircea Eliade, Henry Corbin, René Alleau, François Augiéras, Jean Paris i Antoine Faivre.

## Premis
1981: Premi SGDL de novel·la per Les Tribulations héroïques de Balthasar Kober.
1983: Premi de Novel·la fantàstica del Festival de Cinema Fantàstic d'Avoriaz, per La cendre et la foudre.
1983: Premi Goncourt per Les Egarés.
2000: Gran Premi de Literatura de la SGDL pel conjunt de la seva obra.

## Obra
L'obra de Tristan és molt àmplia i ha cultivat molts tipus de generes literaris, així com en el camp de l'obra gràfica. Una part de les seves obres les ha signat amb els pseudònims de Daniella Sarréra i de Mary London.
Amb el poeta i dramaturg Joël Picton va col·laborar en la creació de "Recherches graphiques" conjuntament amb el pintor Roger Bissière, on Tristan incorpora les seves obres gràfiques entre l'abstracció i l'onirisme.

### Algunes de les obres significatives

#### Contes amb temàtica xinesa
- Le Singe égal du ciel, 1972
- La Cendre et la Foudre,1982
- La Chevauchée du vent,1991
- Les Succulentes Paroles de Maître Chù, 200
- Tao, le haut voyage, 2003.
- Le Chaudron chinois, 2008.

#### Novel·les
- La Geste serpentine, 1978
- Les Tribulations héroïques de Balthasar Kober,1980
- L'Énigme du Vatican,1995.
- Stéphanie Phanistée, 1999
- Pique-nique chez Tiffany Warton,1998
- Les Obsèques prodigieuses d'Abraham Radjec, 2000
- Dieu, l'Univers et Madame Berthe, 2002
- L'Aube du dernier jour, 2001
- La proie du diable, 2001
- L'Amour pèlerin, 2004
- Le Manège des fous, 2005
- Le dernier des hommes, 2005
- Monsieur l'Enfant et le cercle des bavards, 2006
- Dernières Nouvelles de l'Au-delà, 2007
- Christos, enquête sur l'impossible, 2009
- Tarabisco, 2011
- Les Impostures du réel 2013
- La Fin de rien, 2016

#### Assaig
- L'anagramme du vide, « Qui donc est Dieu ? » 2005
- Don Juan, le révolté : un mythe contemporain, 2009

#### Altres
- Le fabuleux bestiaire de madame Berthe, Estudi pseudo-cientific sobre animals imaginaris amb dibuixos de Paul Bergasse, 2005
- Un infini singulier: journal d'une écriture (1954-2004), recull d'esrits curts  2004
- Passage de l'ombre : 1952-1954, Llibre d'artista, 2006
- Kaléidoscope : aphorismes, 2007
- Le Retournement du gant, recull d'entrevistes amb el crític Jean-Luc Moreau, 2000